# Delitti in Paradiso - Un fantasma dal passato
Delitti in Paradiso - Un fantasma dal passato (The Death Ghost) è un film per la televisione del 2022, tratto dalla serie televisiva Delitti in Paradiso. Ideato come speciale natalizio, il film si colloca temporalmente tra l'undicesima stagione e la dodicesima stagione della stessa.
È stato trasmesso in prima visione assoluta il 26 dicembre 2022 da BBC One, mentre in Italia è stato trasmesso da Rai 2 il 2 gennaio 2023.

## Trama
Jennifer Langan, scrittrice di romanzi gialli nonché conduttrice di un podcast, viene trovata morta, è stata uccisa da un colpo di pistola, prima della sua morte aveva interrogato Patterson per chiedergli informazioni su un caso che quest'ultimo affrontò nel 1977 quando era ancora un agente: si trattava della scomparsa di Linus Peters, un bambino, di cui si persero le sue tracce, la notte della vigilia di Natale e da allora non venne più ritrovato. Patterson promise al gemello del bambino Marvin,  di ritrovarlo, promessa che non riuscì a mantenere e trovata la scarpa del bambino nelle paludi si pensò che fosse finito nelle sabbie mobili 
Parker, Naomi, Marlon e Darlene indagano sull'omicidio di Langan, ritenendo che la scomparsa di Linus sia in qualche modo collegata alla morte della donna. La madre di Parker avrebbe dovuto raggiungerlo a Saint Marie per festeggiare il Natale con lui, ma dato che la figlia  Izzy sta per partorire è stata portata in ospedale ed è rimasta con lei scegliendo di non prendere l'aereo, ma non ha fatto in tempo a ritirare la sua valigia, che infatti viene prelevata da Parker dopo che l'aereo raggiunge Saint Marie.
Marvin, ora è un uomo solo e problematico, non si è mai ripreso del tutto dalla scomparsa di Linus, frequenta gli alcolisti anonimi, la sua unica amica è Rakesha. La polizia analizza il registratore che Langan portava con sé, ascoltando la registrazione la sentono nominare Linus prima che venisse uccisa, a quanto pare quest'ultimo era apparso davanti a lei. Stranamente sulla pistola che ha ucciso Langan, ritrovata accanto al corpo della vittima, ci sono le impronte digitali di Marvin.
Parker fa la conoscenza di Sophie Chambers, una turista venuta a Saint Marie, loro due si erano già incontrati all'aeroporto, la valigia della madre di Parker è identica a quella di Sophie, e infatti l'ispettore senza volerlo, avendole confuse, ha preso quella sbagliata, i due chiariscono il malinteso, tra l'altro pare che Sophie e Parker si siano presi subito in simpatia.
Marvin spiega alla polizia che di recente ha la sensazione che il fantasma del fratello lo tormenti, a quanto pare Linus gli ha lasciato più volte dei messaggio. Marlon trascorre la notte con Marvin scoprendo che egli, senza rendersene conto, crede di essere Linus. Parker capisce che Marvin soffre di disturbo dissociativo, il trauma di aver perso Linus lo ha spinto a creare una seconda personalità, Marvin senza prenderne coscienza ha creduto di essere Linus, è stato lui a lasciare quei messaggi.
Intanto grazie a squadre di ricerca più 
attrezzate, viene ritrovato lo scheletro di un bambino che potrebbe essere Linus nella palude.
La polizia esamina una videocamera esterna dell'hotel dove Langan alloggiava, quindici minuti prima dell'omicidio lei litigava con un uomo, si tratta di Rodell Weekes, che lavorava nell'officina del padre di Linus e Marvin, venendo licenziato, e infatti molti sospettavano che mosso dal rancore avesse ucciso lui Linus, quando ha scoperto che Langan intendeva riaprire il caso era andato a parlare con lei solo perché desiderava dei chiarimenti, ma giura di essere innocente, era tornato a casa a mezzanotte, l'ora in cui Langan è stata uccisa, la moglie di Rodell infatti può confermarlo. Marvin rivela a Patterson che ha sparato lui a Langan, ma solo perché era stata Rakesha a spingerlo a commette l'omicidio, la donna disperata ammette che Langan era venuta da lei per confessarle che Linus è ancora vivo, a quel punto Rakesha temendo che riconciliandosi con il fratello Marvin l'avrebbe tagliata fuori dalla sua vita, ha fatto in modo che Marvin (nel momento in cui credeva di essere Linus) tendesse un agguato a Langan, verrà poi scoperto che lo scheletro della palude è di una bambina scomparsa da 100 anni.
Il caso sembra risolto, e Rakesha viene arrestata per istigazione a delinquere, ma la giornalista televisiva Alicia McCoy racconta a Parker che Danny Sheridan, un medium di fama internazionale che doveva intervistare sul caso della scomparsa di Linus, non si è presentato all'intervista, lui le aveva detto che Linus era ancora vivo. Parker e i suoi colleghi vanno nella villa di Sheridan e lo trovano privo di sensi, è stato aggredito da una persona che non ha identificato. Sheridan confessa tutta la verità, un giorno mentre era a Trinidad e Tobago incontrò per caso Linus, scoprì che venne adottato da un uomo il quale sta per morire per via delle sue brutte condizioni di salute, arrivò a un accordo con il padre adottivo di Linus: avrebbe aspettato la sua imminente morte dovuta alla malattia e solo dopo avrebbe rivelato a tutti che Linus era vivo, in effetti Sheridan si era messo in contatto con Langan spiegandole tutta la situazione, colui che lo ha aggredito inoltre gli ha rubato tutto il materiale da ricerca che Sheridan aveva raccolto sulla scomparsa di Linus.
Parker vede una foto del padre di Langan che in passato lavorava a Saint Marie nel consolato, gli venne regalata una fiaschetta per gli anni di servizio che Langan portava sempre con sé ma che è scomparsa, ciò permette a Parker di capire chi ha ucciso la donna. Parker ha scoperto che l'assassino è Rodell, infatti Parker va a casa sua impedendogli di bruciare tutta la documentazione che aveva rubato a Sheridan. Rodell viene arrestato, Parker ha capito che il proiettile che Marvin aveva sparato non aveva ucciso Langan perché la pallottola aveva colpito solo la fiaschetta, Rodell però aveva seguito la donna e raccogliendo la pistola che Marvin aveva lasciato cadere per terra, ha poi usato l'arma per sparare a Langan e ucciderla, maneggiando la pistola con un fazzoletto. Quando è tornato a casa ha svegliato volutamente la moglie, ma non prima di aver alterato l'ora sull'orologio. Rodell ammette che la sera della scomparsa di Linus lui lo aveva investito accidentalmente con la sua auto, per evitare problemi aveva gettato il corpo del bambino in mare e portato una  sua scarpa nelle paludi, per confondere tutti, ma quando poi ha saputo che Sheridan e Langan volevano riaprire il caso ha ucciso quest'ultima e ha aggredito Sheridan rubandogli tutto il materiale che il medium aveva raccolto sulla vicenda. Rodell credeva di aver ucciso Linus, ma quest'ultimo era ancora vivo, l'uomo che lo aveva adottato era un pescatore che lo aveva trovato in mare salvandogli la vita.
Linus torna a Saint Marie, finalmente lui e Marvin dopo tanti anni possono tornare a essere una famiglia. Marlon e Naomi trascorrono il Natale con le loro famiglie e Darlene decide di entrare in accademia di polizia (non essendo mai stata presa sul serio dai sospettati durante le indagini) e diventare una vera agente, Parker va al ristorante di Catherine, raccontandole che è diventato zio del piccolo Arthur e lì incontra Sophie, l'ispettore si offre di dividere il suo pranzo con lei e i due iniziano a fare amicizia.